# Codonopsis lanceolata
Codonopsis lanceolata är en klockväxtart som först beskrevs av Philipp Franz von Siebold och Joseph Gerhard Zuccarini, och fick sitt nu gällande namn av George Bentham, Joseph Dalton Hooker och Ernst Rudolf von Trautvetter. Codonopsis lanceolata ingår i släktet Codonopsis, och familjen klockväxter. Inga underarter finns listade i Catalogue of Life.

## Bildgalleri

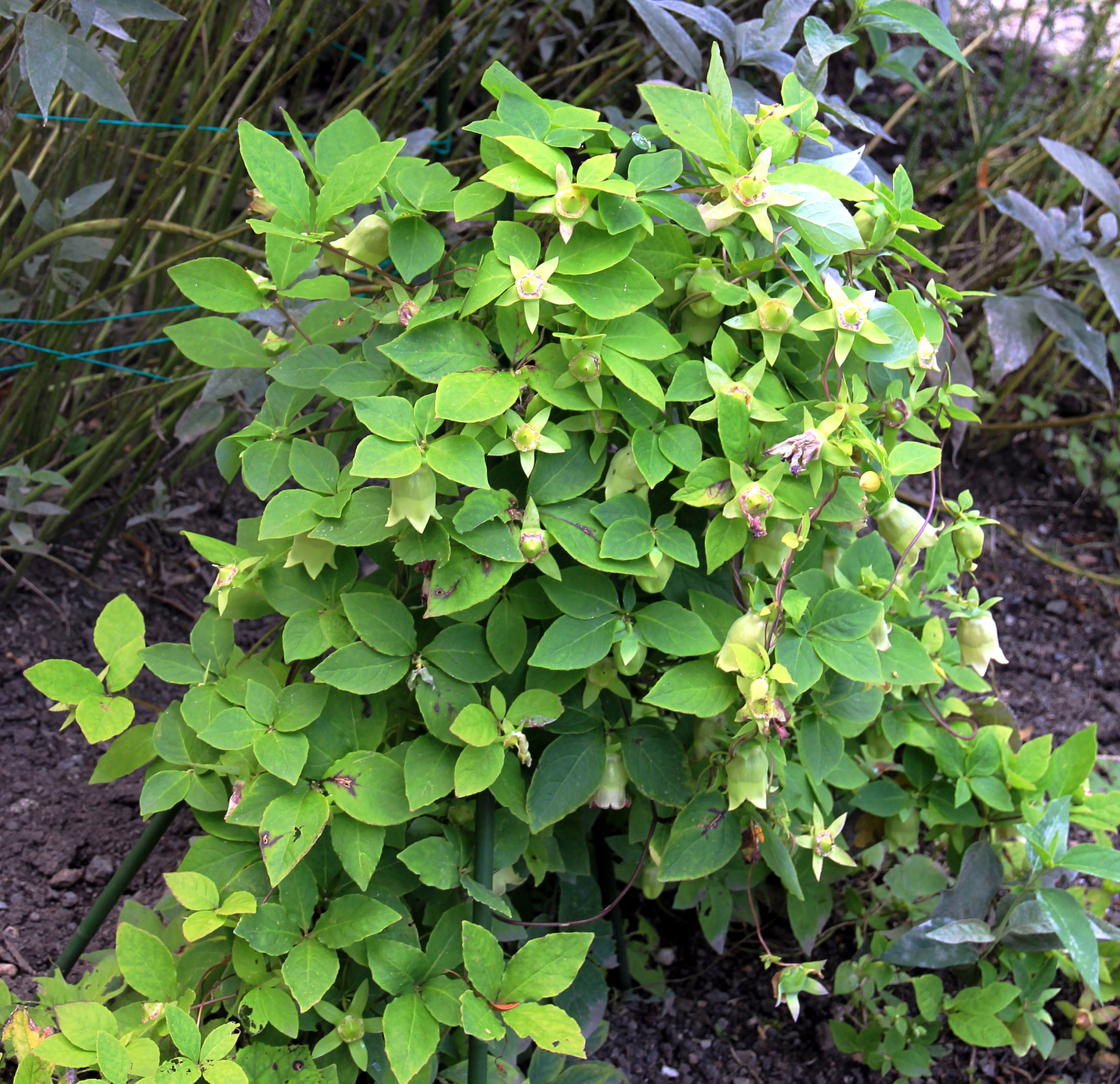
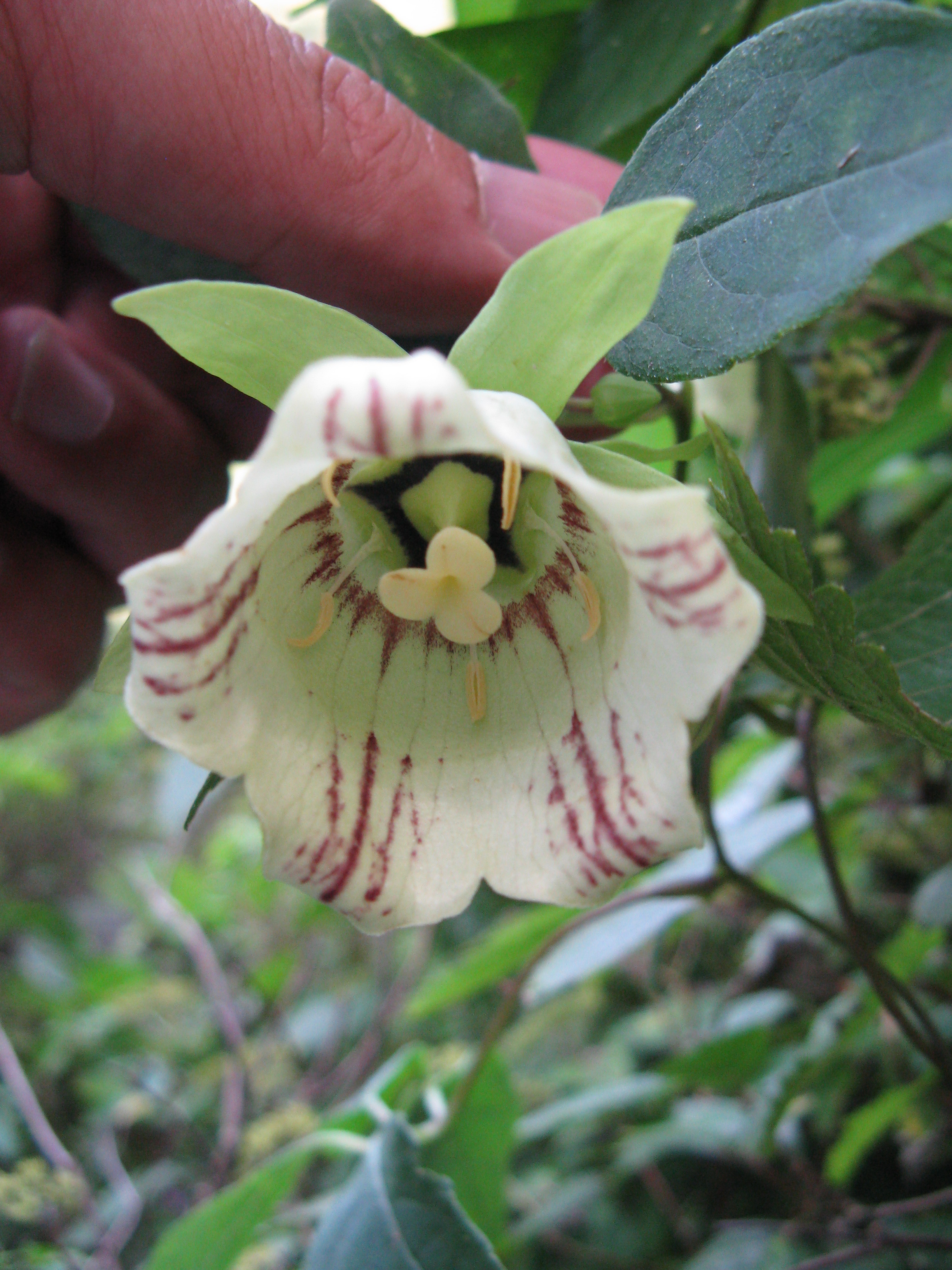
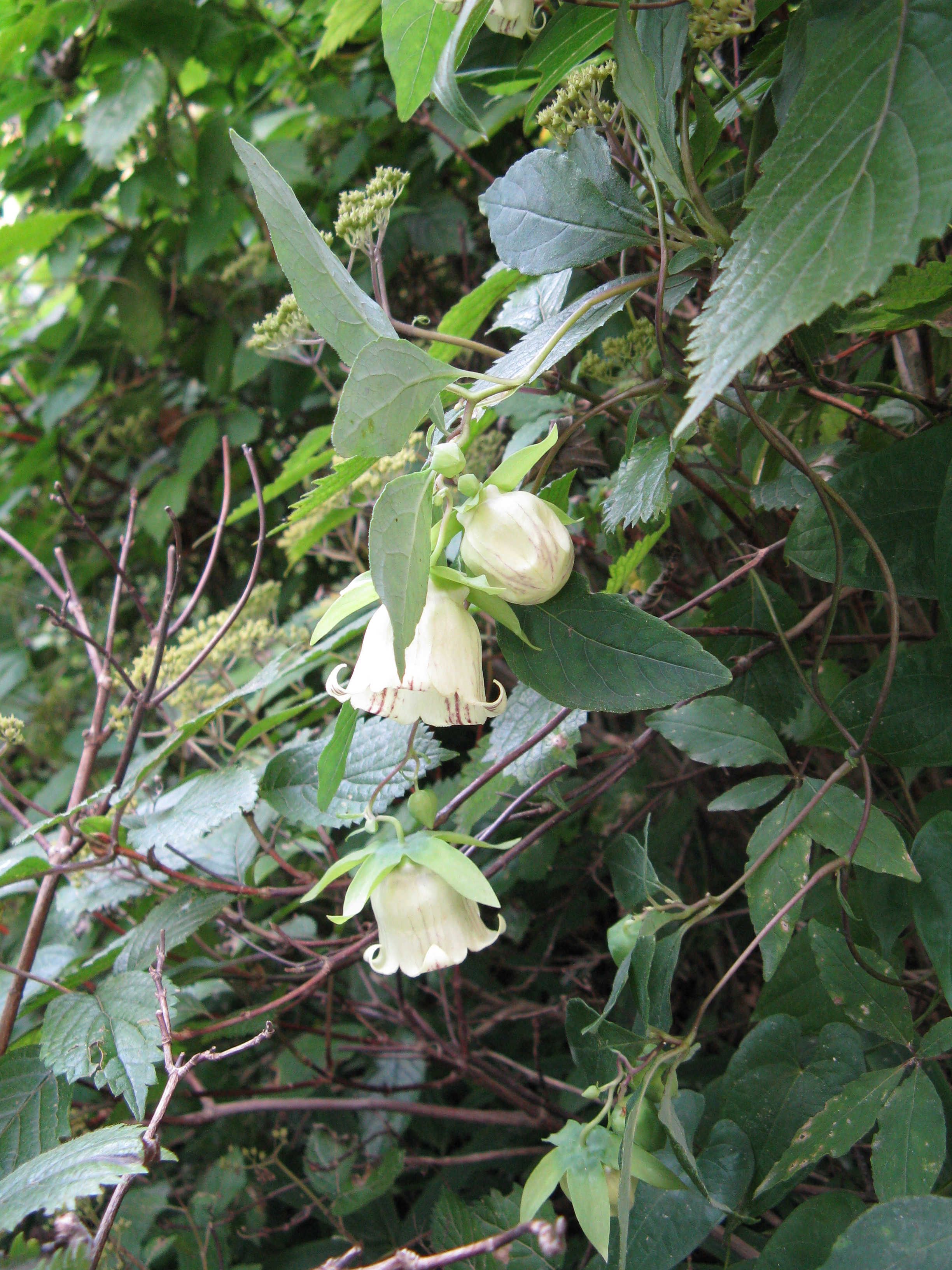
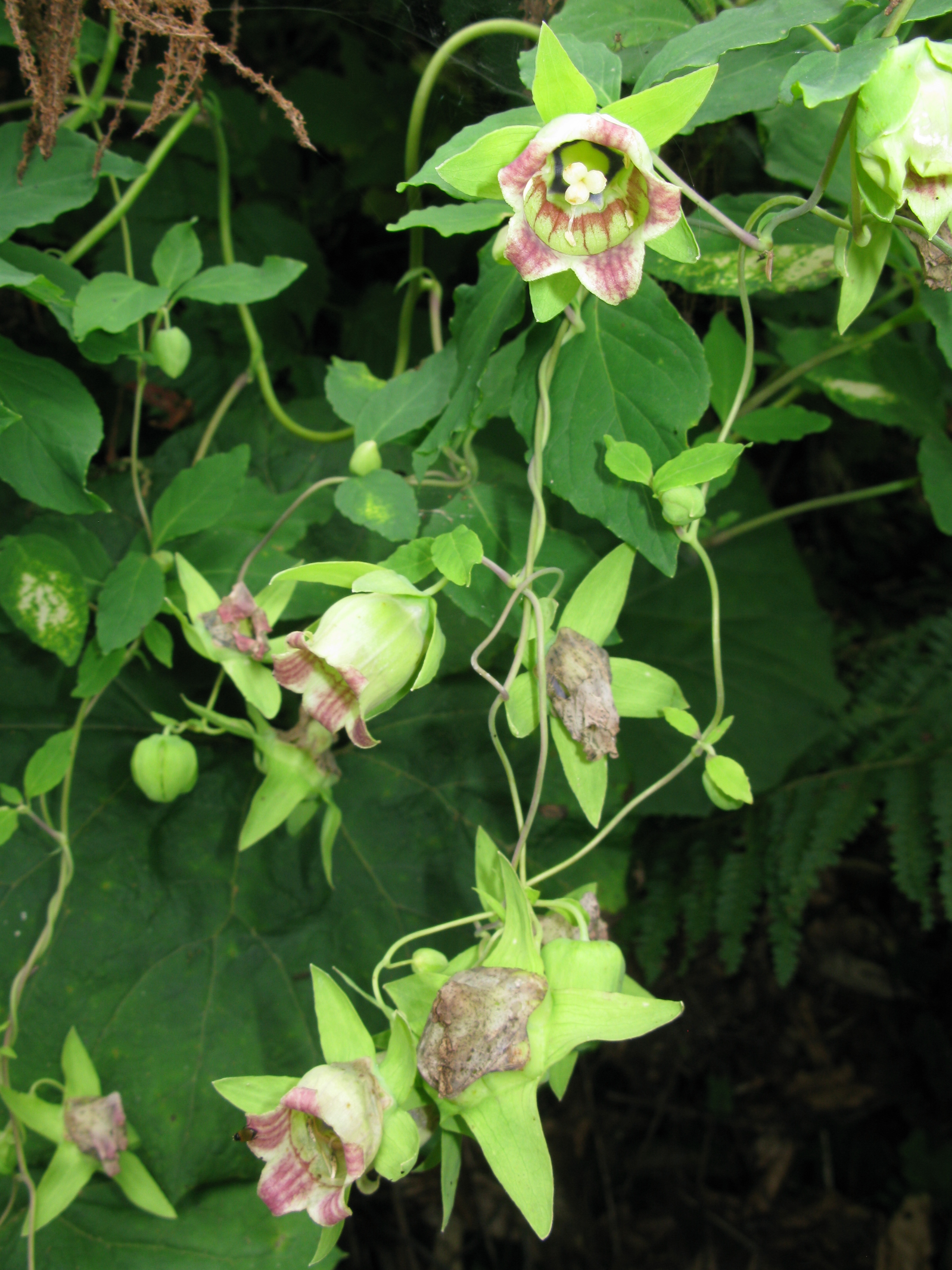
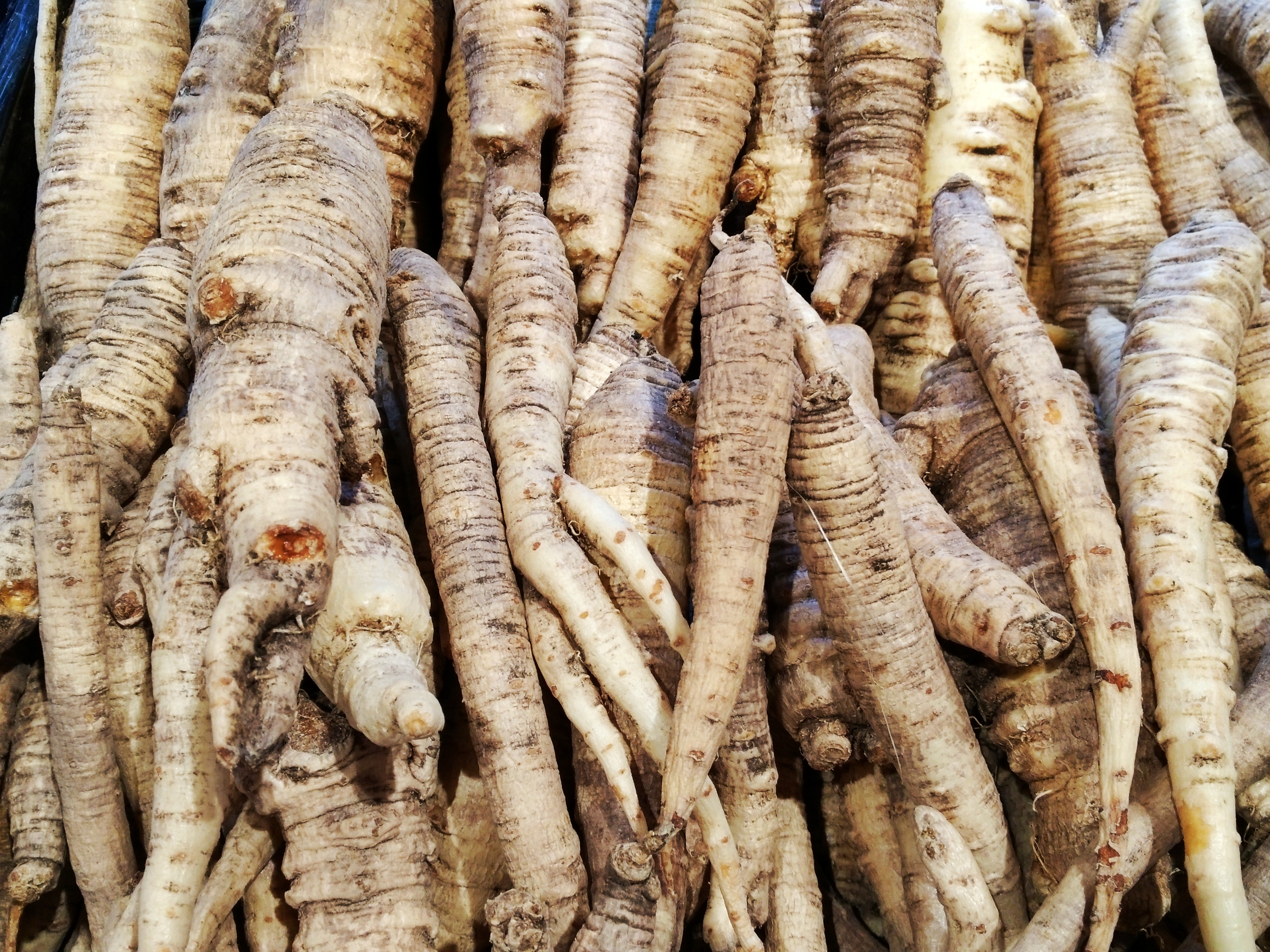
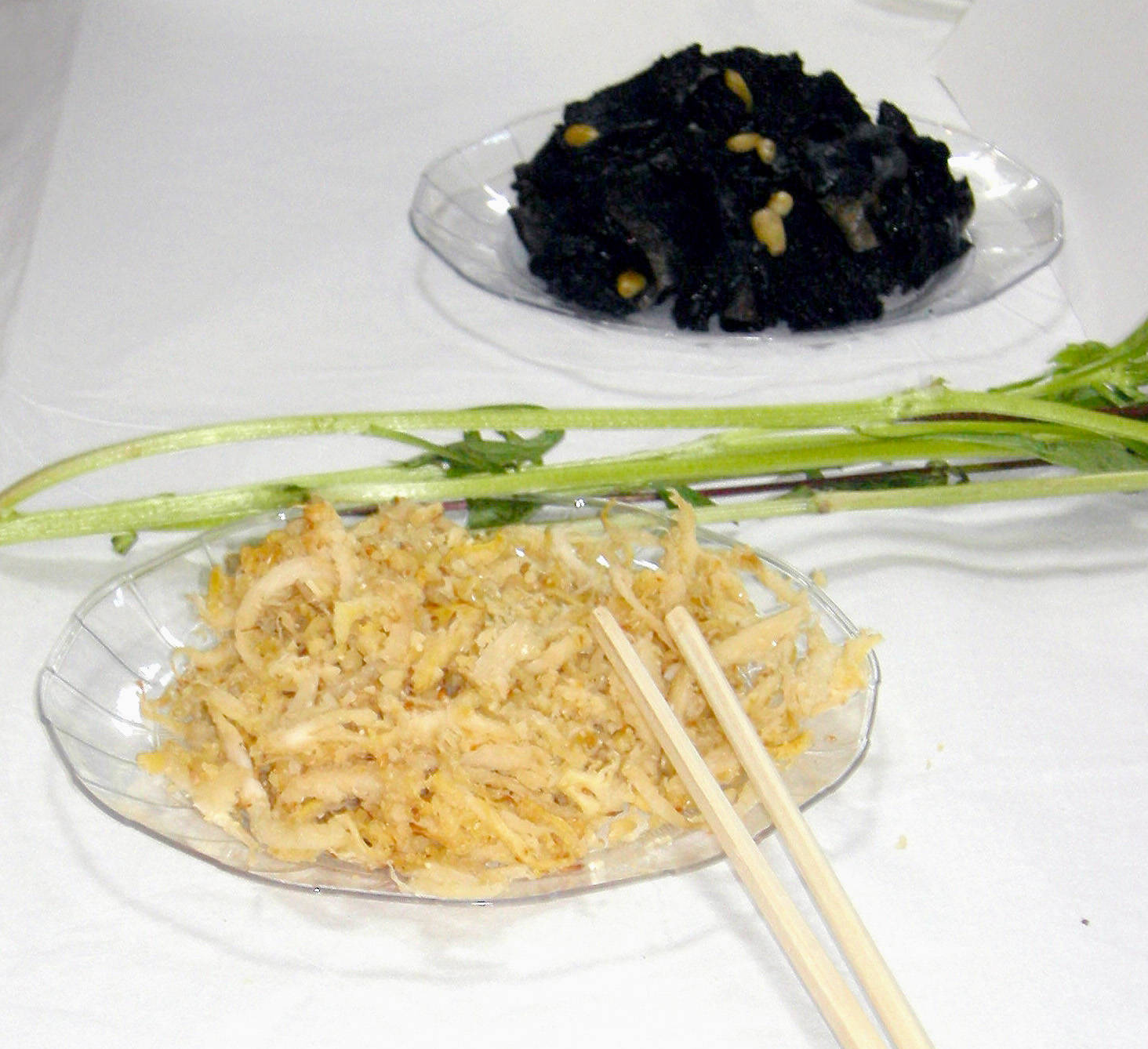
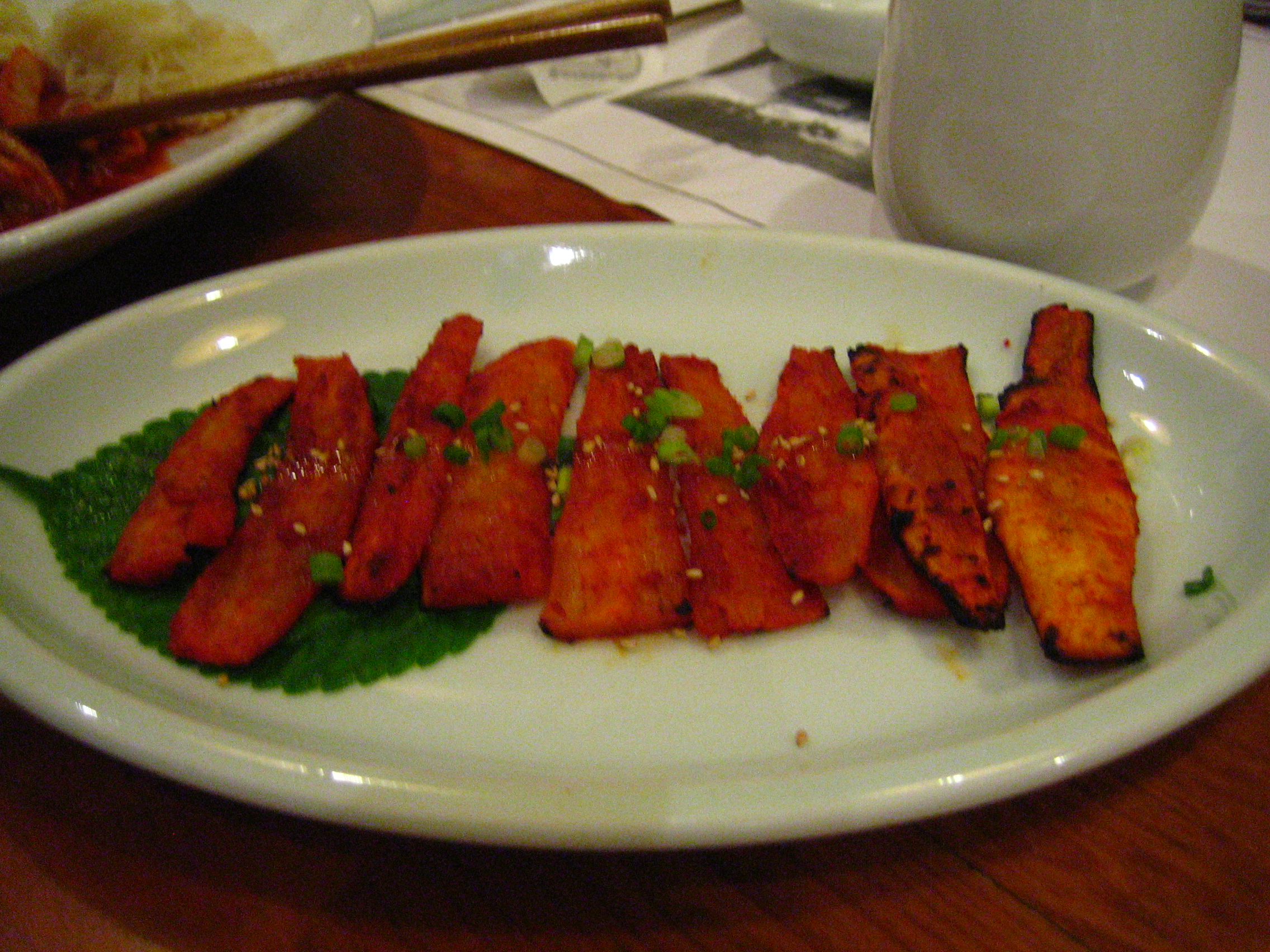